# NGC 1668
NGC 1668 is een elliptisch sterrenstelsel in het sterrenbeeld Graveerstift. Het hemelobject werd op 1 december 1837 ontdekt door de Britse astronoom John Herschel.

## Synoniemen
- PGC 15957
- ESO 251-30
- MCG -7-10-23
- AM 0444-444